# Kohtalon kirja
Kohtalon kirja (O livro do Destino) é um filme finlandês lançado em 2003. O filme foi lançado em DVD.
Ele frequentemente classificado como "Horror/Ocidental/Guerra/Ação/Ficção-Científica".
O filme começa com episódio de horror na Transilvânia.